# 华夏大道 (郑州)
华夏大道，原名四港联动大道，是贯穿郑州市主市区、郑州航空港区的一条快速道路，于2010年12月建成通车。道路北与郑州黄河公铁两用桥衔接，沿大河路向东至京港澳高速西侧折向南，穿越连霍高速、新龙路、郑开大道、郑汴路、陇海铁路、航海东路、南三环，在谢庄互通立交北转向东，过京港澳高速至京港澳高速东侧，然后进入郑州航空港区，终点位于郑州航空港区迎宾大道转盘处。道路全线与京港澳高速公路并行，形成快速、高速双通道。四港联动大道全长42公里，是郑州市10条市域快速通道之一，全程采用一级公路标准建设，双向八车道，设计速度100公里/小时。